# Paolo Gioli
Paolo Gioli (12. října 1942, Rovigo – 28. ledna 2022, Lendinara) byl italský malíř, fotograf a režisér experimentálních filmů.

## Životopis
Žil v rodném městě Rovigo a k umění se dostal díky sochaři Virgilio Milanimu, jehož ateliér v Rovigu od pozdního dospívání navštěvoval. Navštěvoval školu Scuola Libera del Nudo na počátku šedesátých let dvacátého století. Po prvních zkušenostech s malbou, litografií a sítotiskem se Paolo Gioli od roku 1968 obrátil ke zkoumání fotografických a kinematografických technik.
V roce 1967 se přestěhoval se do New Yorku. Po návratu do Itálie žil v Římě, kde se v roce 1968 začal se zajímat o kino a fotografii se kterými velmi experimentoval. Jeho významná fotografická díla pořízená na polaroid vznikla v osmdesátých letech spolu s experimentálními "neo -piktorialistickými" snímky.
Historikové Centra Georges Pompidou jej popisovali jako neopiktorialistu, byl prohlášen za nezařaditelného, ale propojený s italskou avantgardou 70. let 20. století. Je také vyzdvihován pro své použití fotografie Polaroid a dírkové komory. Inspiroval se tvorbou starých fotografů, jako jsou Nicéphore Niepce, Thomas Eakins, Julia Margaret Cameronová, ale i Étienne-Jules Marey, kterého objevil při retrospektivě v Centre Beaubourg. Pracoval s Polaroidem, zasahoval do vyvolávání změnou standardního procesu a fotografické chemie.

## Filmografie

### Režie
- Commutazioni con mutazione (1969), krátký film
- Tracce di tracce (1969), krátký film
- Immagini disturbate da un intenso parassita (1970), film
- Secondo il mio occhio di vetro (1972), krátký film
- Anonimatografo (1972), krátký film
- Immagini reali, immagini virtuali (1972), krátký film
- Cineforon (1972), krátký film
- Del tuffarsi e dell'annegarsi (1972), krátký film
- Hilarisdoppio (1972), krátký film
- Traumatografo (1972), krátký film
- Film stenopeico (l'uomo senza macchina da presa) (1973-1981-1989), krátký film[10]
- L'operatore perforato (1979), krátký film
- Volto inciso (1984), krátký film
- L'assassino nudo (1984), krátký film
- Piccolo film decomposto (1986), krátký film
- Filmfinish (1986-1989), krátký film
- Schermo-schermo (1987), cortometraggop
- Quando l'occhio trema (1989), krátký film
- Finestra davanti a un albero (1989), krátký film
- Metamorfoso (1991), krátký film
- Filmarilyn (1992), krátký film
- Children (1992), krátký film
- Immagini travolte dalla ruota di Duchamp (1994), krátký film
- Volto sorpreso nel buio (1995), krátký film
- Volto telato (2002), krátký film
- Rothkofilm (2008), krátký film
- Il finish delle figure (2009), krátký film
- Sommovimenti (2009), krátký film
- I volti dell'anonimo (2009), krátký film
- Quando i volti si toccano (2012), krátký film
- Children (2012), krátký film

Krátké filmy Paola Gioliho byly shromážděny na dvou DVD.